# 山下秀實

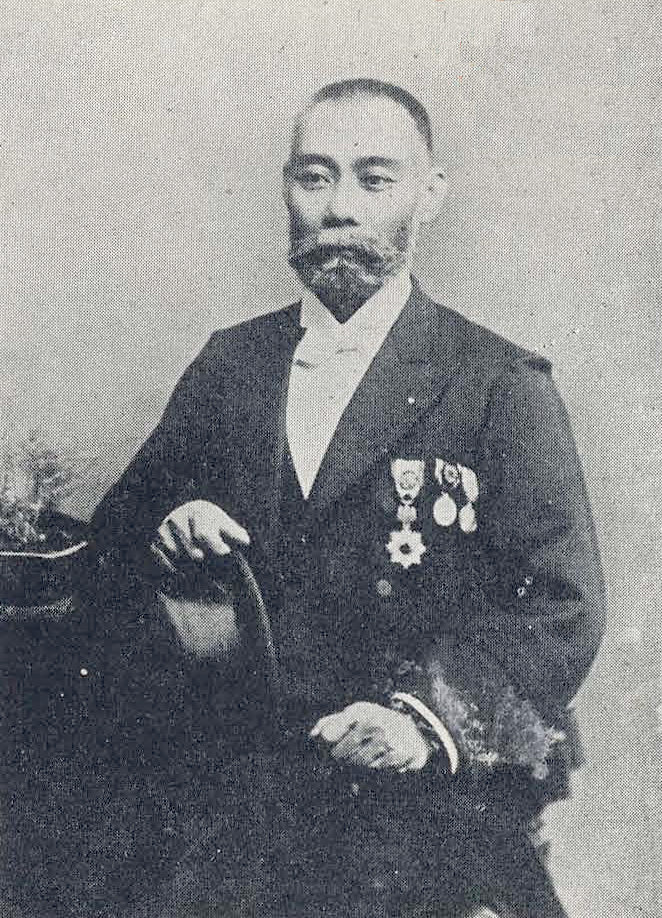
山下秀實

山下秀實 （1847年5月23日—1930年1月11日） ，日本鹿兒島人，企業家，曾任臺灣製腦株式會社社長、臺灣製麻株式會社社長、亞鉛電解株式會社社長、中壢輕便鐵道株式會社監査役。

## 生平
山下秀實在弘化四年（1847年）和曆四月十日出生，為鹿兒島藩士山下半右衛門長男。1884年9月繼承家督，之後成為陸軍，後任熊本縣警部長、熊本縣書記官、靜岡縣、京都府、大阪府警部長。1895年隨臺灣總督樺山資紀來台，擔任臺北內地人組合長，並在台灣創設臺灣驛傳站，運送國庫公款、郵務等重要物品。1896年6月17日創立日治時期台灣第一份報紙《臺灣新報》，任社長兼發行人，1899年12月與賀田金三郎、金子圭介等人成立臺灣貯蓄銀行。1910年與松方正熊、松岡富雄等人共同創立帝國製糖株式會社，並擔任社長，同年出任臺灣商工銀行（今第一銀行）第一任董事長。1930年1月11日以84歲高齡去世。